# Belitung

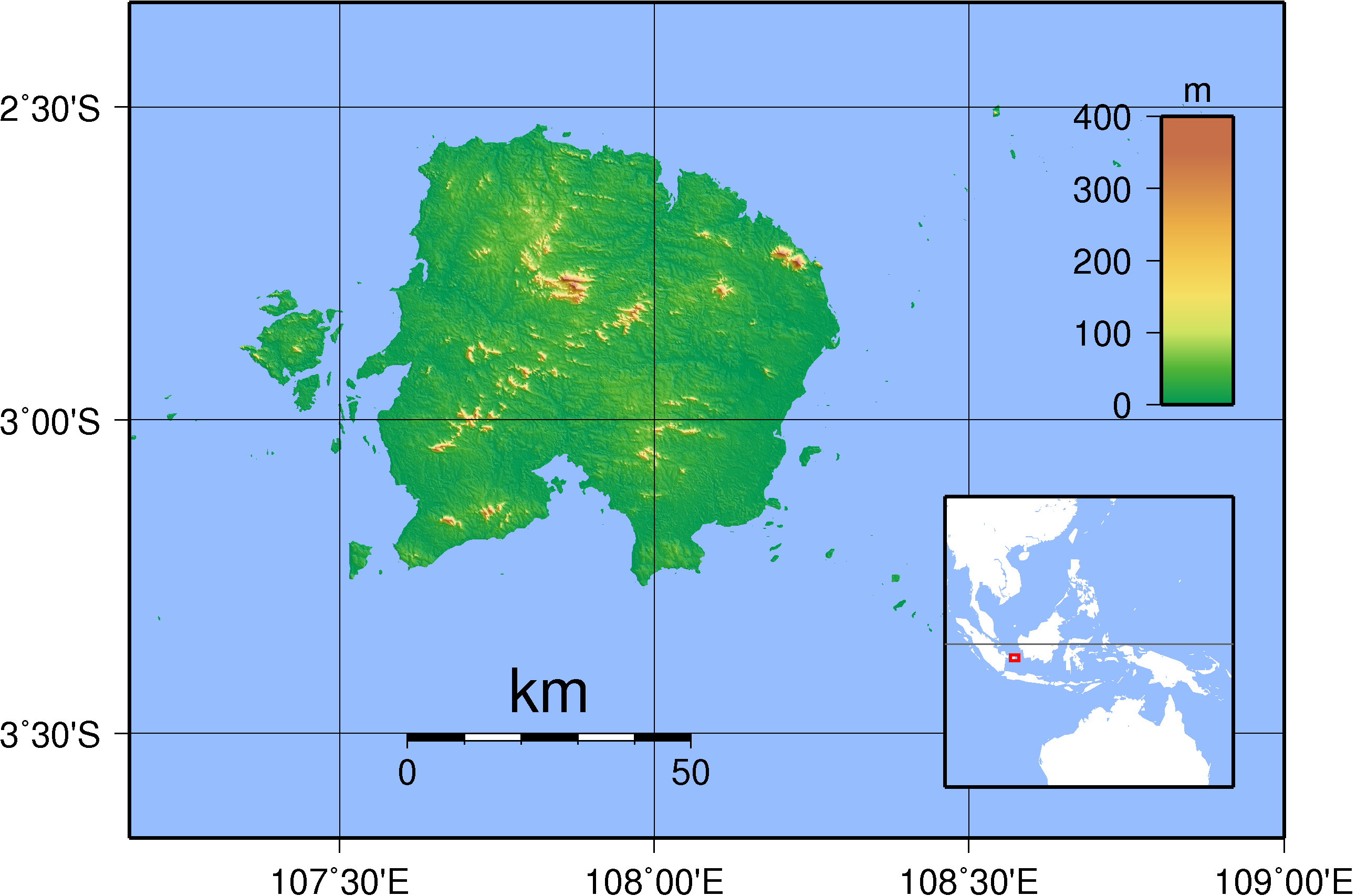
Topografikarta över Belitung.

Belitung, tidigare Billiton, är en ö i Indonesien vid Sumatras östkust, vars viktigaste näringar är peppar- och tennproduktion. Ön styrdes av britterna från 1812 till 1824 då kontrollen lämnades över till Nederländerna. Den största staden är Tanjung Pandan med 62 400 invånare (2005). Belitung har en yta på 4 833 km² och omkring 200 000 invånare.